# Stephen Hemsley Longrigg
Stephen Hemsley Longrigg, OBE, britanski zgodovinar, jezikoslovec (arabist), poslovnež in general, * 7. avgust 1893, † 11. september 1979.